# SodaStream
SodaStream (od roku 2010 NASDAQ: SODA a od srpna 2018 součástí PepsiCo) je výrobce domácí sycené vody, vyrobené na základě principů výroby sycených nápojů, původně vynalezených Guy Gilbeyem v roce 1903. Přístroj umožňuje, aby si uživatel sám vyrobil sodovou vodu (nebo sycený nápoj) z vody z kohoutku. Společně s koncentrovanými sirupy a příchutěmi si může vlastník výrobníku připravit vlastní sycené nápoje, které jsou podobné nejpopulárnějším značkám sycených a energetických nápojů dostupných v celých Spojených státech i na celosvětovém trhu. Výrobníky byly populární v 70. a 80. letech, kdy se objevila celá řady značek sirupů. Poté v roce 1998 co se společnost spojila se společností Soda-Club, přišla myšlenka se znovu uvedením na trh a se zaměřením na zdravé nápoje. Centrála společnosti Soda-Club je v současné době umístěna v Izraeli a má 13 výrobních středisek.
Sodastream je zahrnut do několika projektů na ochranu životního prostředí, včetně snižování množství odpadků, úklidů pobřeží a obnově lesů. Ve Spojeném království (kde byl nejprve prodáván) na výrobníky SodaStream velmi silně vzpomínají ročníky ze 70. a 80. let minulého století.

## Produkt

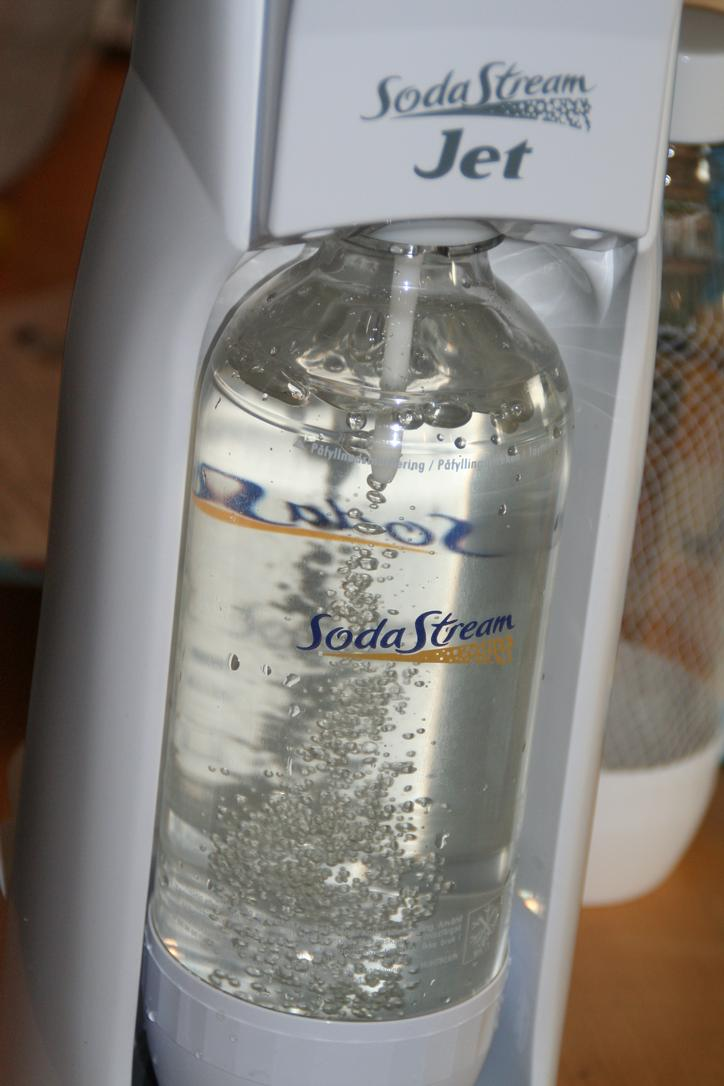
SodaStream

Výrobník SodaStream je zařízení, které pod tlakem sytí vodu oxidem uhličitým, který je uložen v přetlakové bombičce, čímž jí dodává perlivost. Výrobek obsahuje přístroj (výrobník), bombičku plněnou oxidem uhličitým, jednu nebo více recyklovatelných lahví (vhodných pro tlakování). Láhev naplněná vodou je našroubována do výrobníku a jedním nebo dvěma stisknutím tlačítka je stlačený CO2 vehnán do vody a voda se tak nasytí. Díky široké nabídce sirupů si uživatel vyrobí běžnou nebo dietní verzi oblíbeného syceného nápoje přidáním malého množství koncentrovaného sirupu do sycené vody. Jakmile je bombička prázdná, je třeba ji vrátit dodavateli a vyměnit ji za plnou.
Různé příchutě jsou vyráběny přidáním ovocných koncentrátů. Během svého vrcholu byly v nabídce SodaSteam i koncentráty známých značek, např. Tizer, Fanta, Sunkist a Irn-Bru. SodaStream také nabízí dietní koncentráty oslazených sladidlem Splenda a používá se jak pro perlivé vody bez příchutě, tak pro sycené nápoje. V roce 2012 uzavřely společnosti Sodastream a Kraft Foods partnerství, zahrnující použití značek chutí Crystal Light a Country Time s domácím výrobníkem sodové vody Sodastream. V červenci téhož roku se partnerství těchto dvou společností rozšířilo o řadu příchutí Kool-Aid.
Milkstream byla varianta na SodaStream pro výrobu mléčných koktejlů, která byla vytvořena stejnou společností. Přísady (mléko, zmrzlina a sirup Crusha) byly smíchány ve vysoké sklenici, vloženy do výrobníku tak, aby byla tryska ponořena do sklenice a mohla tak napěnit mléko.

## Historie
Předchůdce výrobníku, „Zařízení na provzdušnění tekutin" vyrobil v roce 1903 Guy Hugh Gilbey v londýnské továrně na výrobu ginu, W&A Gilbey Ltd., a byl prodáván vysoké společnosti (včetně královské rodiny). Ochucené koncentráty, jako byl višňový ciderette a sarsaparilla, byly uvedeny na trh ve 20. letech 20. století společně s komerčními výrobníky sodové vody. První výrobník pro domácí výrobu sycených nápojů byl představen v roce 1955. SodaStream byl původně prodáván ve Spojeném království, ale později se prodej rozšířil do ostatních zemí, včetně Austrálie, Nového Zélandu a Německa.
Výrobníky SodaStream byly populární během 70. a 80. let minulého století ve Spojeném království a jsou nostalgickou vzpomínkou na toto období. Sloganem této doby "Get busy with the fizzy" začínala reklamní znělka v roce 1979 a stala se tak populární, že byla přidána i k logu. Slogan byl po 17 letech stáhnut v roce 1996, ale obnoven v roce 2010 společně s novou marketingovou kampaní ve Spojeném království.
Původně společnost fungovala jako přidružená společnost W & A Gilbey, Ltd. Ale v roce 1985 po změnách ve vlastnictví SodaStream zcela přechází pod dceřinou společnosti Cadbury Schweppes, ačkoliv v rámci skupiny provozovala zcela samostatný obchod. V roce 1998 byl SodaStream koupen společností Soda-Club, izraelskou společností založenou v roce 1991, založenou Peter Wiseburgh, který v letech 1978 až 1991 byl exkluzivním distributorem SodaSteam výrobků v Izraeli, a byl tak vytvořen celosvětově největší dodavatel domácích systémů přípravy sycené vody. V roce 2003 Soda-Club zavřel továrny SodaStream v Petrohradu a přesunul oddělení pro plnění bombiček a modernizaci do Německa. Pod vlastnictvím Soda-Club byla značka znovu uvedena na mnohé trhy s novými výrobníky a novými příchutěmi a od roku 2007 je dostupná v USA, Nizozemsku, Belgii, Švédsku, Dánsku, Finsku, Německu, Itálii, Norsku, Islandu, Austrálii, Novém Zélandu a v Jižní Africe. Soda-Club stálé prodává své Nápoje pod značkou SodaStream v některých zemí.

## 2010 Nasdaq IPO
Sodastream International Ltd. vešel na veřejnou burzu Nasdaq v listopadu 2010. Legální nabídka byla společně vedena J.P. Morgan Securities a Deutsche Bank Securities. V té době IPO byl osmý největší pro izraelskou společnost na Nasdaq a během roku 2010 jedním z top výkonných IPO obecně. K oslavě zalistování Sodastream na Nasdaq, byl pozván generální ředitel Daniel Birnbaum, aby zazvonil na uzavírací zvon burzy dne 3. listopadu 2010. Do srpna 2011 tržní hodnota Sodastream vzrostla z $367 miliónů na $1.46 miliardy.

## Prodeje
V roce 2010 přibližně 20% domácností ve Švédsku vlastní výrobník Sodastream. V lednu 2011 společnost prodala miliontý výrobník sodové vody v této zemi. Evropský trh tvoří asi 52% prodejů Sodastream.
Od května 2012 je Sodastream prodáván ve více než 2900 Wal-Mart místech ve Spojených státech. Červnový průzkum čistého jmění provedený společností Monness Crespi Hardt & Co. zjistil, že výrobníky Sodastream byly vyprodány u Wal-Mart. Prodeje Sodastream ve Spojených státech vzrostli ze 4,4 milionu USD v roce 2007 na 40 milionů USD v roce 2011.

## Výrobní závody
SodaStream má 13 výrobních závodů na celém světě. Tři jsou umístěny v Izraeli a Západním břehu Jordánu a k roku 2012 zaměstnává 1100 lidí. Hlavní výrobní závod Sodastream je umístěn na Západním břehu Jordánu v průmyslové zóně Mišor Adumim poblíž Ma'ale Adumim. Další továrna, která byla otevřena v roce 2011, se nachází v Alon Tavor, průmyslové zóně blízko izraelského města Afula. Třetí továrna, která byla rovněž otevřena v roce 2011, se nachází v Aškelonu a jedná se o místo, kde Sodastream vyrábí své sirupy a příchutě. Základní kameny k výstavbě čtvrté továrny, která by mohla zaměstnat asi 500 lidí, byly položeny v roce 2011 v průmyslové oblasti Idan ha-Negev, severně od Beerševy.

## Bombičky
Obecně tlakové nádoby s oxidem uhličitým jsou pronajímány spotřebitelům na různá použití, včetně paintballu, svařování nebo jako hasicí přístroje, a místní prodejci je opětovně plní za nízkou cenu. Sodastream výrobníky nejsou kompatibilní s těmito nádobami a ani místní prodejci CO2 nejsou v obecné rovině oprávněni znovu plnit Sodastream nádoby („bombičky“), které jsou vybaveny speciálně navrženým uzávěrem, aby se tak zabránilo neoprávněnému plnění. Sodastream neprodává své CO2 bombičky spotřebitelům, ale půjčuje je a výslovně omezuje jejich použití v tzv. „Licenčním certifikátu“, který je společně s bombičkou dodáván spotřebiteli. Tyto mechanizmy účinně zvyšují náklady na opětovné plnění na 10 až 20krát.
Ve Švédsku v roce 1984 Sydbrand, dodavatel kyseliny uhličité, především dodavatel požárního vybavení, byl úspěšně žalován za porušení obchodní známky Sodastream na plnění CO2 bombiček označených Sodastream. V roce 2006 Sodastream prohrál žalobu proti opětovnému prodeji Alco2jet bombiček na eBay na základě toho, že bombičky byly pouze zapůjčeny a ne prodávány.

## Ochrana životního prostředí
Dle údajů uvedených na webových stránkách Sodastream se používáním domácích výrobníků snižuje množství odpadů, jako jsou plechovky a lahve, stejně jako míra znečištění způsobená přepravou balených nápojů. V roce 2011 se Sodastream spojil s izraelskou environmentalistickou skupinou Adam teva ve-din, aby společně zahájili iniciativu podporující snížení množství odpadů a zlepšili tak kvalitu vody z vodovodního řádu. Také v roce 2011 Sodastream zahájil kampaň společně s Erin O'Connorovou ke zvýšení povědomí o dopadu plastových lahví na životní prostředí. Jako součást SodaSteam podpory na „Climate Week“ (překlad: „Týden klimatu“) věnovala společnost Sodastream v roce 2012 £ 1.000 do školy v Creditonu (Devon) ve Spojeném království, aby financovala vzdělávací program na úklid pláží. V roce 2012 se společnost Sodastream spojila s organizací „Trees for the Future“ (překlad: „Stromy pro budoucnost“), aby společně představily myšlenku „Replant Our Planet“ (překlad: „Opětovná výsadba zeleně): za každý výrobník prodaný v řadě „Rethink Your Soda“, se Sodastream zavazuje vysadit 10 stromů v Brazílii. Sodastream Italy a město Benátky se spojily v roce 2012, aby zorganizovaly „Join the Stream: fight the bottle“, iniciativu úklidu pobřeží, počínaje Lido di Venezia. Herečka Rosario Dawson zahájila první ročník kampaně „Unbottle the World Day“ v New York City v červenci roku 2012. Kampaň, iniciovaná Sodastream ke zvýšení povědomí o dopadu plechovek a plastových lahví na životní prostředí, oslovila OSN, aby určili jeden den v roce, který bude označen jako „Bottle Free Day“ (Den bez lahví).

## Kampaň klecí
V roce 2010 Sodastream zahájil mezinárodní kampaň zacílenou na nebezpečí zvýšené spotřeby plechovek a plastových lahví. Tato kampaň představuje klece o velikosti 9 m³, které jsou umístěny v různých zemích. Každá klec obsahuje 10 657 lahví a plechovek sebraných společností Sodastream z ulic měst, vesnic, přírody apod. Prvopočátek byl v Belgii a od té doby se kampaň klecí rozšířila do 30 zemí se zprávou, že odpad z nápojových lahví (plechovky, PET lahve) vyprodukovaný jednou rodinou za dobu 5 let, celkem 10 657 PET lahví a plechovek, může být nahrazen jedinou lahví Sodastream. Když byla tato klec prezentována v Johannesburgu, v Jižní Africe v roce 2012, společnost Coca-Cola žádala, aby všechny lahve a plechovky její značky byly vyjmuty z klece a hrozila soudní žalobou společnost Sodastream. Společnost Sodastream odmítla tyto hrozby a oznámila, že v takovém případě umístí tuto klec před vedením společnosti Coca-Cola v Atlantě (Georgie, USA).

## Spory

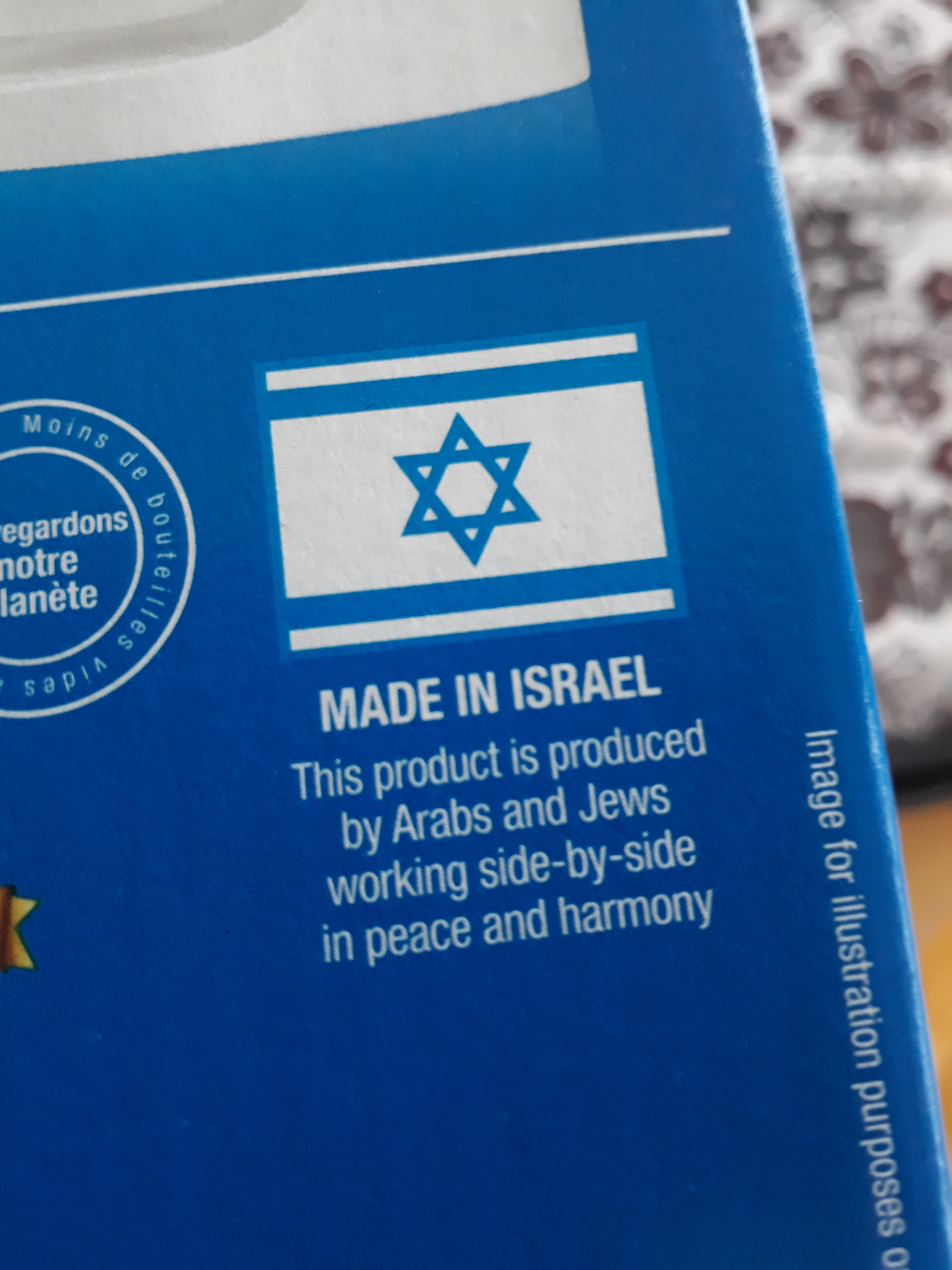
Fotografie vyobrazující pravý dolní roh produktu společnosti Soda Stream s textem o společné práci Arabů a Židů, doplněná izraelskou vlajkou

V roce 2010 Nejvyšší soud EU rozhodl, že společnost Sodastream není oprávněna používat označení „Made in Israel“ pro osvobození od cla při dovozu do EU, jelikož hlavní výrobní závody jsou umístěny mimo Izrael v oblastech okupovaných Izraelem – Západní břeh Jordánu, průmyslová zóna Mišor Adumim.
Společnost Sodastream byla kritizována za zřízení výrobních závodů na území Západního břehu Jordánu, v místě izraelských nevládní organizací Koalice žen za mír (Coalition of Women for Peace) a Mír nyní (Peace Now) stejně jako další humanistické organizace.